# .fk
.fk es el dominio de nivel superior geográfico (ccTLD) para las Islas Malvinas, entregado en 1997.
Los sub-dominios de segundo nivel existentes son:
- .co.fk - Para organizaciones comerciales.
- .org.fk - Para organizaciones no comerciales.
- .gov.fk - Para organizaciones gubernamentales.
- .ac.fk - Para organizaciones académicas.
- .nom.fk - Para particulares.
- .net.fk - Para organizaciones de redes.

## Demanda argentina
En 2011 la Asociación Argentina de Usuarios de Internet presentó formalmente a la Corporación de Internet para la Asignación de Nombres y Números (ICANN) una solicitud para que otorgara a la República Argentina la administración de los nombres de dominio .fk (de las Malvinas) y .gs (de las islas Georgias del Sur y Sandwich del Sur). Dicha petición, junto a la solicitud de la conformación de una comisión para discutir el asunto, se formalizó ante el organismo durante cuatro años seguidos sin obtener respuestas.
A pesar de la actitud del organismo, la asociación de internautas argentinos presentaron ante la directiva de ICANN en 2014 su «preocupación» por «la desatención del organismo a los reclamos continuos de los usuarios». El organismo solicitó que «se deje de hablar del tema». En junio de 2015, la asociación argentina presentará al organismo durante una reunión en Buenos Aires un documento firmado por presidentes de las organizaciones de internautas de América Latina, para que la petición sea atendida.
En dicha conferencia en Buenos Aires, representantes de Argentina, de la Universidad de Venezuela, entre otros, criticaron a la ICANN por otorgar un dominio de Internet a un «territorio que todavía está en disputa». Dichos representantes solicitaron que grupo de trabajo examine la situación «tan pronto como sea posible». Un representante de Sudáfrica acordó examinar la propiedad del dominio .fk. En la reunión luego apareció un diplomático del Reino Unido que explicó la postura británica en torno a la cuestión de las Islas Malvinas y de la disputa de las Georgias del Sur y Sandwich del Sur y se retiró de la sala sorpresivamente.